# Národně sociální strana
V březnu 1990 se v Praze konal sjezd exilové Československé strany národně sociální (ČSNS) na kterém se rozhodlo o sloučení s Československou stranou socialistickou (ČSS). Toto rozhodnutí exilu bylo potvrzeno na XXIV. sjedu ČSS, který se konal bezprostředně po sjezdu exilové strany.
Díky agitaci některých členů ústředního výboru a většiny pracovníků aparátu (CSS) nebyl zvolen předsedou strany, jak bylo dohodnuto s exilem a předúnorovými členy strany, předúnorový poslanec Josef Lesák, ale mladý ambiciózní Jiří Vyvadil. Josef Lesák se stal místopředsedou strany. Nedošlo ani k slibu, že se strana vrátí k předúnorovému názvu strany. Komunikace mezi Jiřím Vyvadilem a Josefem Lesákem, byla dle slov Josefa Lesáka špatná.

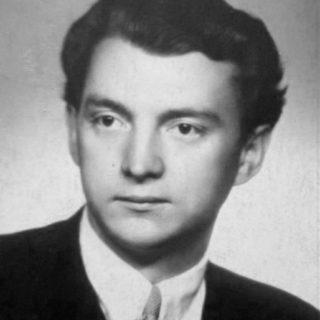
Josef Lesák (21.10.1920 - 28.7.2009)

Jiří Vyvadil sebevědomě prohlásil před volbami: „Podle průzkumů máme 6%. Já se postarám, abychom měli 13%.“ Skutečnost byla diametrálně jiná. Strana získala ve Sněmovně lidu 2,75%, Sněmovně národů 2,89% a ČNR 2,68%.
Jiří Vyvadil nechal 11. června 1990 odposlouchávat a nahrávat jednání zástupců pražské městské organizace a zástupců Klubu Milady Horákové, která projednávala volební debakl. Druhý den Jan Skácel rozesílá zprávu o vzniku výkonného výboru Národně sociální strany (NSS). Na základě magnetofonové nahrávky přišli někteří členové vedení s návrhem na vyloučení nepohodlných členů strany. Byl zahájen proces čistek, po které následoval odchod poloviny členské základny do vzniklé Národně sociální strany.

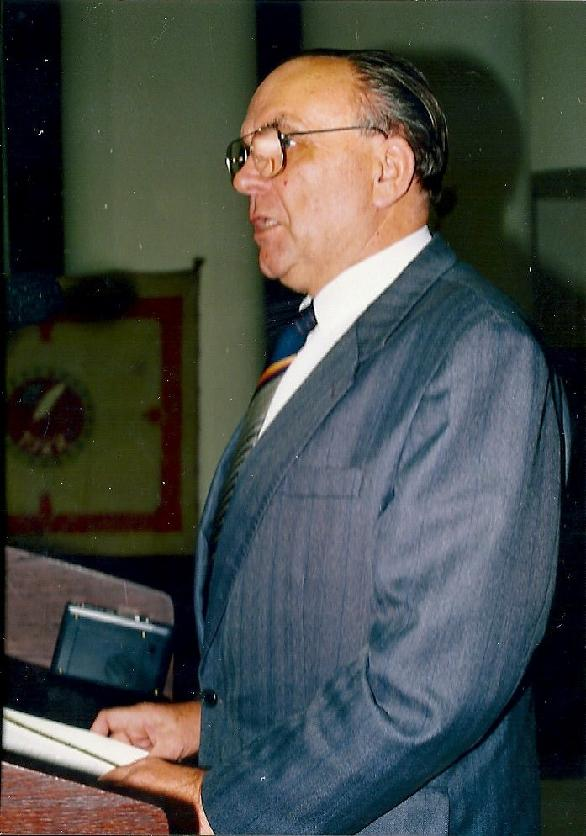
Čestmír Čejka - náměstek pražského primátora a první předseda NSS. Člen předsednictva Konfederace politických vězňů ČR.

V Národně sociální straně se soustředila převážná část významných předúnorových členů Československé národně socialistické strany jako byli Josef Lesák, předúnorový poslanec František Přeučil, odsouzený v procesu s Miladou Horákovou k doživotnímu trestu, Vladimír Šolc, předúnorový náměstek pražského primátora, Zdeněk Slavík, který jako vedoucí skupiny Zdeněk Slavík a spol. byl odsouzen k dlouholetému žaláři v jednom z následujících procesů, po procesu s Miladou Horákovou. Ve stejném procesu byl k 17 letům odsouzen i Čestmír Čejka, který v té době byl námětek pražského primátora, a na ustavujícím sjezdu byl zvolen prvním předsedou Národně sociální strany.
V následujících volbách Národně sociální strana propadla. Část členské základny zjistila, že odchod z ČSS nebyl dobrý krok. V době, kdy se ČSS přejmenoval na Liberální stranu národně sociální (LSNS), začaly probíhat rozhovory o možném návratu.
V roce 1993 se do, nyní LSNS, vrátila přibližně polovina členů NSS. V NSS zůstalo několik desítek členů, zbytek odešel buď do jiných stran a nebo zanevřel na politickou činnost.

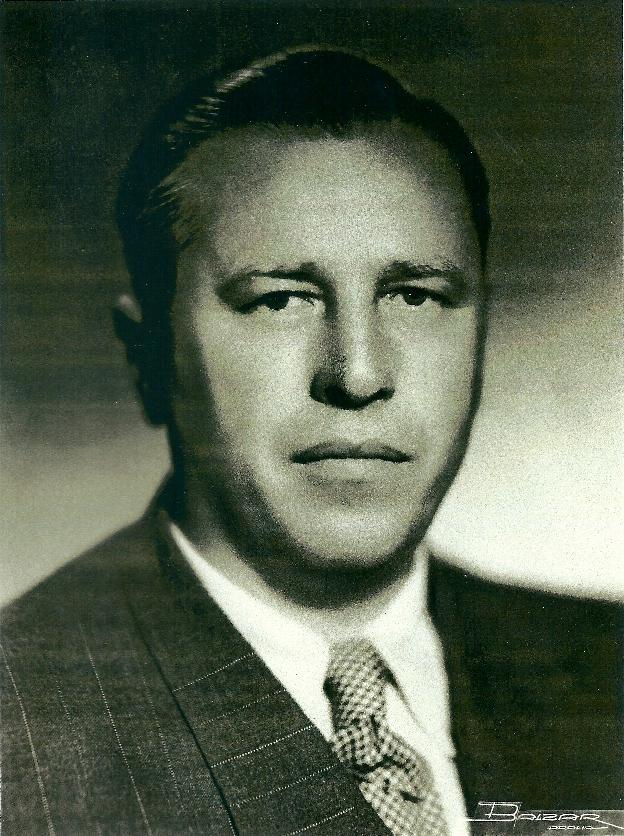
Vladimír Šolc - předúnorový náměstek pražského primátora.

Po odchodu převážné části členů se předsedkyní NSS stala bývalá politická vězenkyně, rázná Růžena Krásná. V roce 1997 strana svou činnost ukončila.
V roce 2013 se na základě mimořádného sjezdu stal předsedou ČSNS Michal Klusáček. O legitimitě volby mají původní členové strany pochybnosti. Díky neschopnosti předchozího předsedy Jaroslava Rovného (prošlá soudní lhůta) volba byla uznána, zůstala většina původních členů mimo stranu. Po dlouhých právních bitvách se někteří rozhodli obnovit Národně sociální stranu.
Národně sociální strana, hlásící se k předúnorovým národním socialistům, vznikla v roce 2024 a prvním předsedou se stal Vladislav Svoboda.

## Zdroje:
Wikipedie: Národně sociální strana - Československá strana národně socialistická
Wikipedie:Česká strana národně sociální
Oficiální web Národně sociální strany
Archiv ČSNS a NSS
Jaroslav Skopal: Konec jedné velké strany? Nakladatelství Marek Belza 2007